# 순창군의 행정 구역
순창군의 행정 구역은 1읍 10면으로 구성되어 있다. 순창군의 면적은 495.95km2이며, 인구는 2016년 12월 31일을 기준으로 13,819 세대 29,949명이다.

## 개요
군의 남서쪽 노령산맥 산간지대에 위치하는 군청 소재지로서, 1979년에 읍으로 승격되었다. 88올림픽고속도로와 24번·27번 국도 및 여러 지방도로가 모이는 호남 내륙 지방의 상업·교통의 중심지이다. 산간지대이면서도 비교적 농지가 넓고, 고추의 명산지이다. 명승고적으로서는 삼인대·귀래정·대모산성·건천·답포치·강천사 등이 있다.

## 행정 구역
| \| 읍면 \| 한자 \| 세대 \| 인구 \| 면적 \| \| ------ \| ------ \| ------ \| ------ \| ------ \| \| 순창읍 \| 淳昌邑 \| 4,144 \| 10,357 \| 21.14 \| \| 인계면 \| 仁溪面 \| 846 \| 1,738 \| 36.03 \| \| 동계면 \| 東界面 \| 1,154 \| 2,332 \| 57.09 \| \| 적성면 \| 赤城面 \| 751 \| 1,471 \| 32.69 \| \| 유등면 \| 柳等面 \| 656 \| 1,337 \| 18.33 \| \| 풍산면 \| 豊山面 \| 976 \| 1,909 \| 28.10 \| \| 금과면 \| 金果面 \| 955 \| 1,825 \| 27.29 \| \| 팔덕면 \| 八德面 \| 787 \| 1,636 \| 39.47 \| \| 복흥면 \| 福興面 \| 1,133 \| 2,405 \| 73.73 \| \| 쌍치면 \| 雙置面 \| 1,092 \| 2,288 \| 78.56 \| \| 구림면 \| 龜林面 \| 1,325 \| 2,651 \| 83.52 \| \| 순창군 \| 淳昌郡 \| 13,819 \| 29,949 \| 495.95 \| | 순창군 행정구역 |        |        |        |
| 읍면 | 한자            | 세대   | 인구   | 면적   |
| 순창읍 | 淳昌邑          | 4,144  | 10,357 | 21.14  |
| 인계면 | 仁溪面          | 846    | 1,738  | 36.03  |
| 동계면 | 東界面          | 1,154  | 2,332  | 57.09  |
| 적성면 | 赤城面          | 751    | 1,471  | 32.69  |
| 유등면 | 柳等面          | 656    | 1,337  | 18.33  |
| 풍산면 | 豊山面          | 976    | 1,909  | 28.10  |
| 금과면 | 金果面          | 955    | 1,825  | 27.29  |
| 팔덕면 | 八德面          | 787    | 1,636  | 39.47  |
| 복흥면 | 福興面          | 1,133  | 2,405  | 73.73  |
| 쌍치면 | 雙置面          | 1,092  | 2,288  | 78.56  |
| 구림면 | 龜林面          | 1,325  | 2,651  | 83.52  |
| 순창군 | 淳昌郡          | 13,819 | 29,949 | 495.95 |

## 법정리
| 읍·면  | 법정리 |
| ------ | --- |
| 순창읍 | 순화리(淳化里), 남계리(南溪里), 장덕리(長德里), 복실리(福實里), 백산리(白山里), 교성리(校星里), 가남리(佳南里), 신남리(新南里) |
| 인계면 | 갑동리(甲洞里), 도룡리(道龍里), 쌍암리(雙岩里), 탑리(塔里), 심초리(深草里), 세룡리(細龍里), 마흘리(馬屹里), 가성리(加成里), 중산리(中山里), 지산리(芝山里), 노동리(蘆東里) |
| 동계면 | 현포리(玄圃里), 서호리(西湖里), 어치리(於峙里), 구미리(龜尾里), 동심리(同心里), 관전리(官田里), 신흥리(新興里), 유산리(柳山里), 이동리(理銅里), 수정리(水亭里), 주월리(舟月里), 내령리(內靈里), 수장리(壽墻里)                                                                                                 |
| 적성면 | 지북리(支北里), 대산리(大山里), 운림리(雲林里), 고원리(古院里), 내월리(內月里), 평남리(平南里), 괴정리(槐亭里), 석산리(石山里) |
| 유등면 | 창신리(昌申里), 건곡리(乾谷里), 외이리(外伊里), 오교리(梧橋里), 유촌리(柳村里), 무수리(無愁里) |
| 풍산면 | 반월리(半月里), 유정리(柳亭里), 삼촌리(三村里), 금곡리(金谷里), 죽전리(竹田里), 우곡리(牛谷里), 한내리(閑內里), 대가리(大佳里), 두승리(斗升里), 상촌리(上村里), 용내리(龍內里), 죽곡리(竹谷里) |
| 금과면 | 수양리(水楊里), 발산리(鉢山里), 내동리(內洞里), 동전리(銅田里), 대성리(大星里), 청용리(靑龍里), 방성리(訪聖里), 남계리(南溪里), 목동리(木洞里), 방축리(防築里), 고례리(古禮里), 장장리(獐藏里), 매우리(梅宇里)                                                                                                 |
| 팔덕면 | 구룡리(九龍里), 용산리(龍山里), 월곡리(月谷里), 광암리(廣岩里), 청계리(淸溪里), 서흥리(西興里), 산동리(山東里), 장안리(長安里), 창덕리(昌德里), 덕천리(德川里) |
| 복흥면 | 서마리(瑞馬里), 동산리(東山里), 화양리(華陽里), 반월리(半月里), 봉덕리(鳳德里), 농암리(農岩里), 지선리(芝仙里), 금월리(錦月里), 어은리(魚隱里), 대방리(大榜里), 정산리(鼎山里), 산정리(山亭里), 주평리(舟坪里), 상송리(上松里), 하리(下里), 답동리(畓洞里), 석보리(石洑里)                                     |
| 쌍치면 | 방산리(芳山里), 신성리(新成里), 탕곡리(宕谷里), 중안리(中安里), 둔전리(屯田里), 시산리(詩山里), 옥산리(玉山里), 종암리(鍾岩里), 학선리(鶴仙里), 도고리(道古里), 금평리(錦坪里), 쌍계리(雙鷄里), 전암리(田岩里), 양신리(揚新里), 운암리(雲岩里), 용전리(龍田里), 금성리(金城里), 오봉리(梧鳳里), 종곡리(鍾谷里) |
| 구림면 | 운남리(雲南里), 구암리(龜岩里), 구산리(龜山里), 성곡리(聖谷里), 율북리(栗北里), 안정리(安亭里), 금천리(錦川里), 금창리(金昌里), 방화리(芳花里), 운북리(雲北里), 월정리(月亭里), 자양리(紫陽里), 구곡리(九曲里), 화암리(花岩里)                                                                                 |

## 역사
마한 시대에는 오산(烏山), 옥천(玉川)으로 불렀고, 백제 때에는 도실(道實)이라 불렀으며, 한때 오산(烏山)·옥천(玉川)이라 칭하였다. 남북국 시대에는 순화(淳化)라 했다. 고려 때에 순창현으로 남원부에 속하게 되었으며, 명종 5년(1135년) 감무를 두었고 충숙왕 1년(1314년)에 순창군으로 승격했다.
- 1914년 임실군 영계면을 편입하여 14면으로 개편하였다.[1]

| 조선총독부령 제111호 |             | |             |
| 구 행정구역 | 신 행정구역 | 신 행정구역 | 신 행정구역 |
| 순창군 좌부면(左部面) 옥천동/관북리/후리/상전리 일부/도실촌 일부/(우부면)신촌 일부, 은행정리/하전리/상전리 일부/(우부면)가잠리 일부, 장덕리, 복동 일부/도실촌 일부 | 순창면      | 순화리, 남계리, 장덕리, 복실리                                                                                 |             |
| 순창군 우부면(右部面) 백산리/백야치/신촌 일부, 가잠리 일부/남산리 일부/(오산면)상동리 일부, 교촌/성현리/원촌/남산리 일부/교항리 일부/오산리/평지리, 무수동/신월리/신남리/묘법리/탄금리 일부/(풍남면)와룡리 일부/보내리 일부 | 순창면      | 백산리, 가남리, 교성리, 신남리                                                                                 |             |
| 순창군 구암면(龜岩面) 구암리/구산리/오공동/호치리/마흥리/입암리, 사곡리/둔기리/학현리, 금평리/치천리/국화리 일부, 황계촌/창평리/금상동/국화리 일부, 통안리/율북리/주현리, 회룡리/오룡리/천금동/호곡리/신덕리, 안심리/미정리/낙양동/산내리/죽림촌 | 구암면      | 구산리, 구암리, 금천리, 금창리, 율북리, 성곡리, 안정리                                                         |             |
| 순창군 무림면(茂林面) 중리/동정리/어은리, 방화리/속리리/문치리, 남정동/연산리/운곡리, 운항리/율북리, 월평리/장암리/오정리, 자양리/상리, 화암리 | 무림면      | 구곡리, 방화리, 운남리, 운북리, 월정리, 자양리, 화암리                                                         |             |
| 순창군 인화면(仁化面) 가작곡/군치리, 외마리/내마리 일부, 둔기리/세룡리/선월리 | 인계면      | 가성리, 마흘리, 세룡리                                                                                         |             |
| 순창군 호계면(虎溪面) 갑동/호계리 일부/(좌부면)복동 일부, 노동/동촌/(유등면)금판리 일부, 도사리/용암리/정산리/팔학동/호계리 일부, 심초리, 쌍암리/장예리/양암리/성덕리/(우부면)교항리 일부, 지산리/가목리 일부/(인화면)중산리 일부/(적성면)지북리 일부, 탑리 | 인계면      | 갑동리, 노동리, 도룡리, 심초리, 쌍암리, 중산리, 지산리, 탑리                                                   |             |
| 순창군 풍남면(豊南面) 상죽리/하죽리 일부/이목동 일부/월산리 일부, 월명동/하죽리 일부/보내리 일부/이목동 일부/월산리 일부, 회덕리/함촌/순정리/유정리, 죽전리, 덕산리/금곡리/안곡리, 소촌/도치동/삼봉촌, 와룡리 일부/보내리 일부/(우부면)탄금리 일부 | 풍산면      | 죽곡리, 반월리, 유정리, 죽전리, 금곡리, 삼촌리, 용내리                                                         |             |
| 순창군 오산면(鰲山面) 백가리/두지동 일부/대동리 일부, 승팔리/대동리 일부/두지동 일부, 점촌/상동리 일부, 우곡리/지내리 일부, 한사동/지내리 일부/대동리 일부 | 풍산면      | 대가리, 두승리, 상촌리, 우곡리, 한내리                                                                         |             |
| 순창군 팔등면(八等面) 주곡리/태자리/막상동/신기리 일부, 입석리 일부/신평리 일부, 궁산리/구항리/복정리/사정리 일부/월곡리 일부, 설현리/신기리 일부/월곡리 일부, 죽림촌/신남촌/쌍거리/사정리 일부/월곡리 일부/(덕진면)옥호리 | 팔덕면      | 광암리, 구룡리, 용산리, 월곡리, 청계리                                                                         |             |
| 순창군 덕진면(德進面) 점촌/용두촌/태천리/(팔등면)입석리 일부, 분통리/통천리/파랑리/장재촌/(팔등면)신평리 일부, 백암리/옥정리 일부/이목동, 평창리/옥정리 일부, 평지리/덕진리/동고리 | 팔덕면      | 덕천리, 산동리, 서흥리, 장안리, 창덕리                                                                         |             |
| 순창군 복흥면(福興面) 금평리/칠입리/대각동, 성자동/휴암리/상농소리/하농소리/용교리 일부, 갈원리/용지리/일운리/금방동, 안산촌/궁산리/하조동, 자포곡/월성리/봉산리/화개산리, 대가리/덕흥리/도화동, 서정리/내오곡/외오곡 일부, 내송리/외송리, 옥정리/홍근리/서지동/증산리/상마치리/하마치리, 어은리, 계산리/동서리/정동/무림동, 와룡리/어은리/용암리/심적리/율평리/외오곡 일부, 명지산리/용교리 일부, 양림동/봉서리 | 복흥면      | 금월리, 농암리, 대방리, 동산리, 반월리, 봉덕리, 산정리, 상송리, 서마리, 어은리, 정산리, 주평리, 지선리, 화양리 |             |
| 순창군 상치등면(上置等面) 답동/신기리/구산리, 석보리/행동, 상리/중리/하리/(복흥면)창등리, 석현리/포평리/(하치등면)금정동, 산수동/신평리/도고리, 둔전리/어암리/점암리/봉선동, 방산리/운흥리, 시산리/용암리/(하치등면)마항리, 신성리/오도곡, 가운리/적곡리/장재리, 용계리/중안리 일부, 탕곡리/두지동/중안리 일부                                                                                                   | 복흥면      | 답동리, 석보리, 하리                                                                                           |             |
| 순창군 상치등면(上置等面) 답동/신기리/구산리, 석보리/행동, 상리/중리/하리/(복흥면)창등리, 석현리/포평리/(하치등면)금정동, 산수동/신평리/도고리, 둔전리/어암리/점암리/봉선동, 방산리/운흥리, 시산리/용암리/(하치등면)마항리, 신성리/오도곡, 가운리/적곡리/장재리, 용계리/중안리 일부, 탕곡리/두지동/중안리 일부                                                                                                   | 쌍치면      | 금평리, 도고리, 둔전리, 방산리, 시산리, 신성리, 적곡리, 중안리, 탕곡리                                         |             |
| 순창군 하치등면(下置等面) 피로리/내동리/운룡리 일부, 신동/운룡리 일부, 인계리/금계리, 양산리/상신리/장발리, 봉서리/곡동리/주치리/오동리, 상서리/사리곡/만수동/옥산리/무동리, 구암리/운교리/내산리/운룡리 일부, 회룡리/전야리/삼암리, 기곡리/종현리/농암리, 부정리/오룡리/율리/죽어리/입신리/국동리/(태인군 남촌일변면)국치리                                                                                     | 쌍치면      | 금성리, 용전리, 쌍계리, 양신리, 오봉리, 옥산리, 운암리, 전암리, 종암리, 학선리                                 |             |
| 순창군 금동면(金洞面) 내동/연화촌, 금성리/대각리/을장동/고산동 일부, 동전리/만촌/대장리 일부/(목과면)모정리 일부, 발산리/산수동, 방성리/석현리/(목과면)남계리 일부, 수양리/고산동 일부, 청용리 | 금과면      | 내동리, 대성리, 동전리, 발산리, 방성리, 수양리, 청용리                                                         |             |
| 순창군 목과면(木果面) 고례리/송정리, 호치리/남계리 일부, 늑곡리/장촌/능동 일부, 모정리 일부/(금동면)대장리 일부, 목과리/계전리/능동 일부, 방축동/모정리 일부 | 금과면      | 고례리, 남계리, 늑곡리, 모정리, 목동리, 방축리                                                                 |             |
| 순창군 유등면(柳等面) 오교리/서원리/내이동 일부/금판리 일부, 무수천/화탄리, 창신리/정동, 신건곡/구건곡/금판리 일부, 내이동 일부/외이동 일부/(오산면)두지동 일부, 유촌/외이동 일부/(남원군 생조벌면)금탄리 일부 | 유등면      | 오교리, 무수리, 창신리, 건곡리, 외이리, 유촌리                                                                 |             |
| 순창군 적성면(赤城面) 지북리 일부/율지리 일부/(호계면)가목리 일부, 대산리/사동/지북리 일부/(인화면)내마리 일부, 운곡리/지내리 일부/율지리 일부/임동 일부/농소리 일부, 고적리/원촌/임동 일부/지내리 일부, 내적리/외우리/월곡/농소리 일부/지북리 일부, 구남리/평지리 일부/(임실군 영계면)괴정리 일부, 입석리/산내리/동구/도왕리/조항리                                                                             | 적성면      | 지북리, 대산리, 운림리, 고원리, 내월리, 평남리, 석산리                                                         |             |
| 순창군 아동곡면(阿東谷面) 용동/구미리, 동심리/아동리/오동리/추동 일부/(임실군 영계면)추동 일부, 내동/회룡리/석전리/어현리 | 동계면      | 구미리, 동심리, 어치리                                                                                         |             |
| 임실군 영계면(靈溪面) 관전리/목과리/추동 일부, 마계리/점촌/서림리/괴정리 일부/(순창군 적성면)평지리 일부/(남원군 견소곡면)수촌 일부/택촌 일부, 내령리/강상촌/(남원군 성남면)설탄리 일부, 서호리/창주정, 가작동/수장리/외령리/대복동/(남원군 성남면)설탄리 일부, 마상동/현포리/신촌/추동 일부 | 동계면      | 관전리, 괴정리, 내령리, 서호리, 수장리, 현포리                                                                 |             |
- 1935년 3월 1일 남원군 대산면 일부를 동계면에, 동계면 괴정리를 적성면에 편입하고, 구암면·무림면을 구림면으로 합면하였다.[2][3]

| 도령 제1호                                           |             |
| 구 행정구역                                          | 신 행정구역 |
| 남원군 대산면 수정리, 주월리, 신흥리, 유산리, 이동리 | 동계면 일부 |
| 동계면 괴정리                                        | 적성면 일부 |
| 구암면 일원                                          | 구림면 일원 |
| 무림면 일원                                          | 구림면 일원 |

- 1979년 5월 1일 순창면이 순창읍으로 승격하였다.[4]